# Wöddelbek
El Wöddelbek (en baix alemany Wöddelbeek) és el primer afluent del riu Alster a Alemanya. Neix a l'estany i dipòsit de retenció Wöddel que li donà el nom, al nucli Henstedt del municipi de Henstedt-Ulzburg al districte de Segeberg. Desemboca a l'Alster a Horst al mateix municipi.
L'ajuntament d'Henstedt-Ulzburg que s'encarrega del manteniment del riu va planejar la seva renaturalització, però va decidir que no es tornarà a obrir els antics meandres.

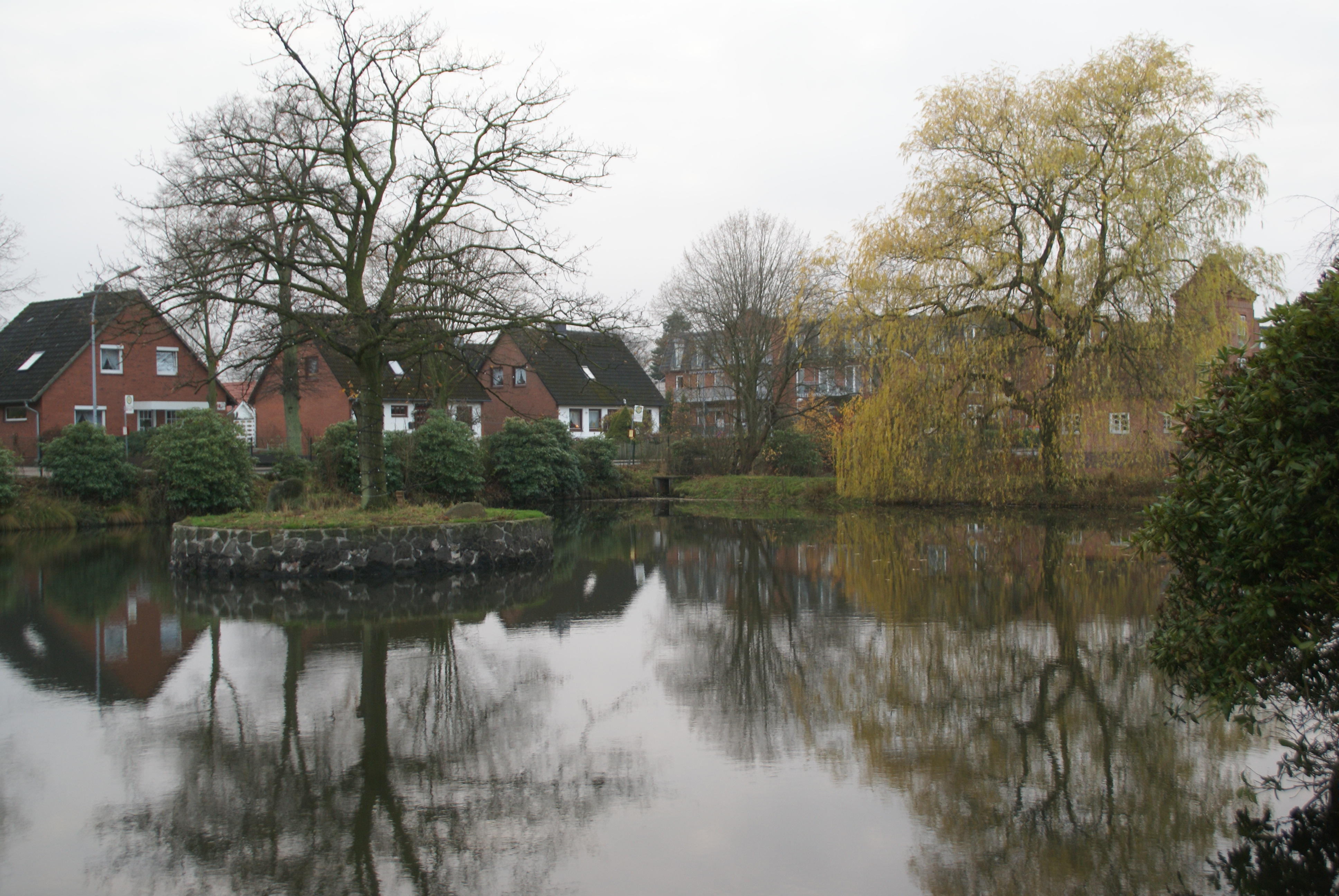
L'estany del Wöddel a Henstedt
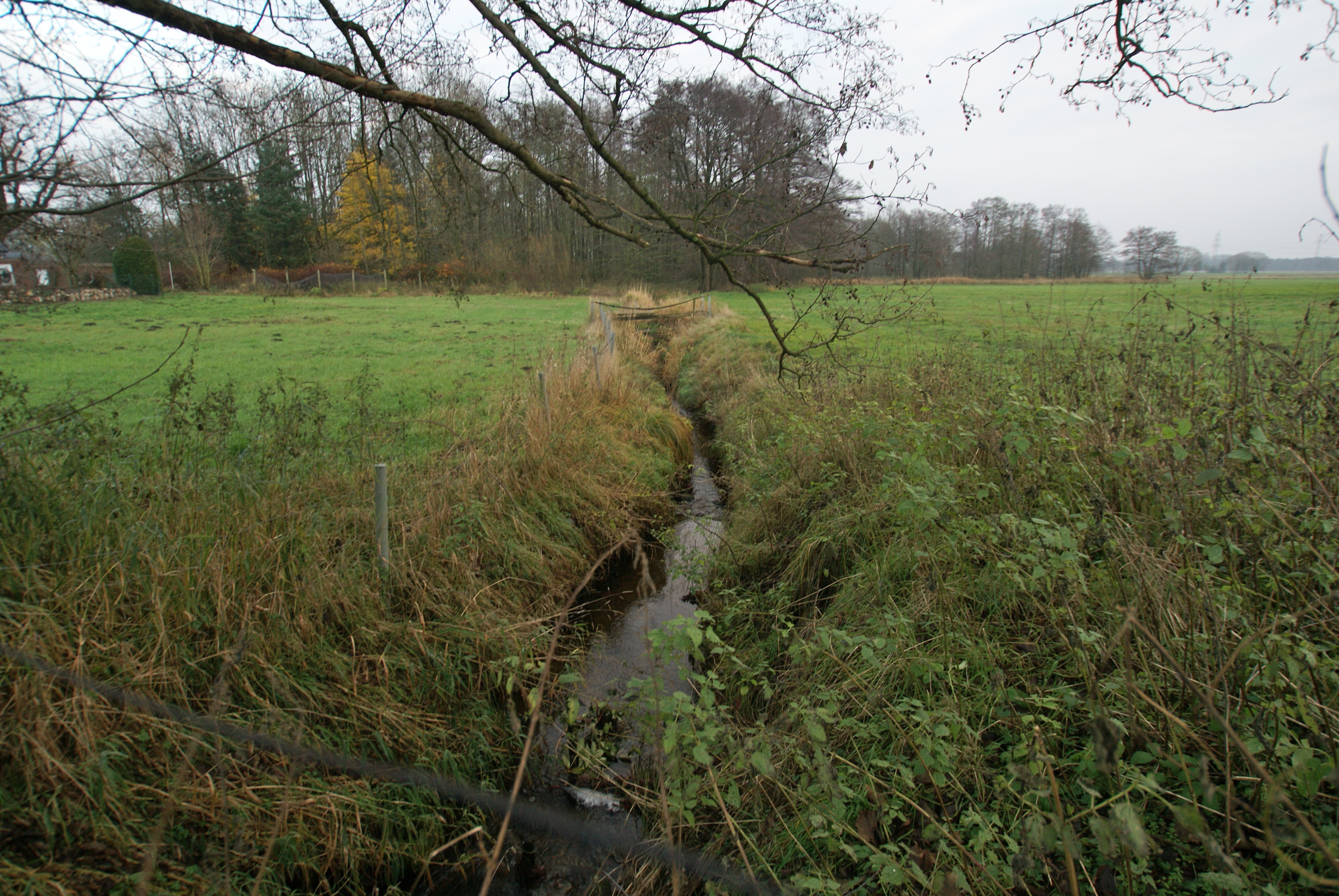
Al carrer Suhrrehm en direcció avall
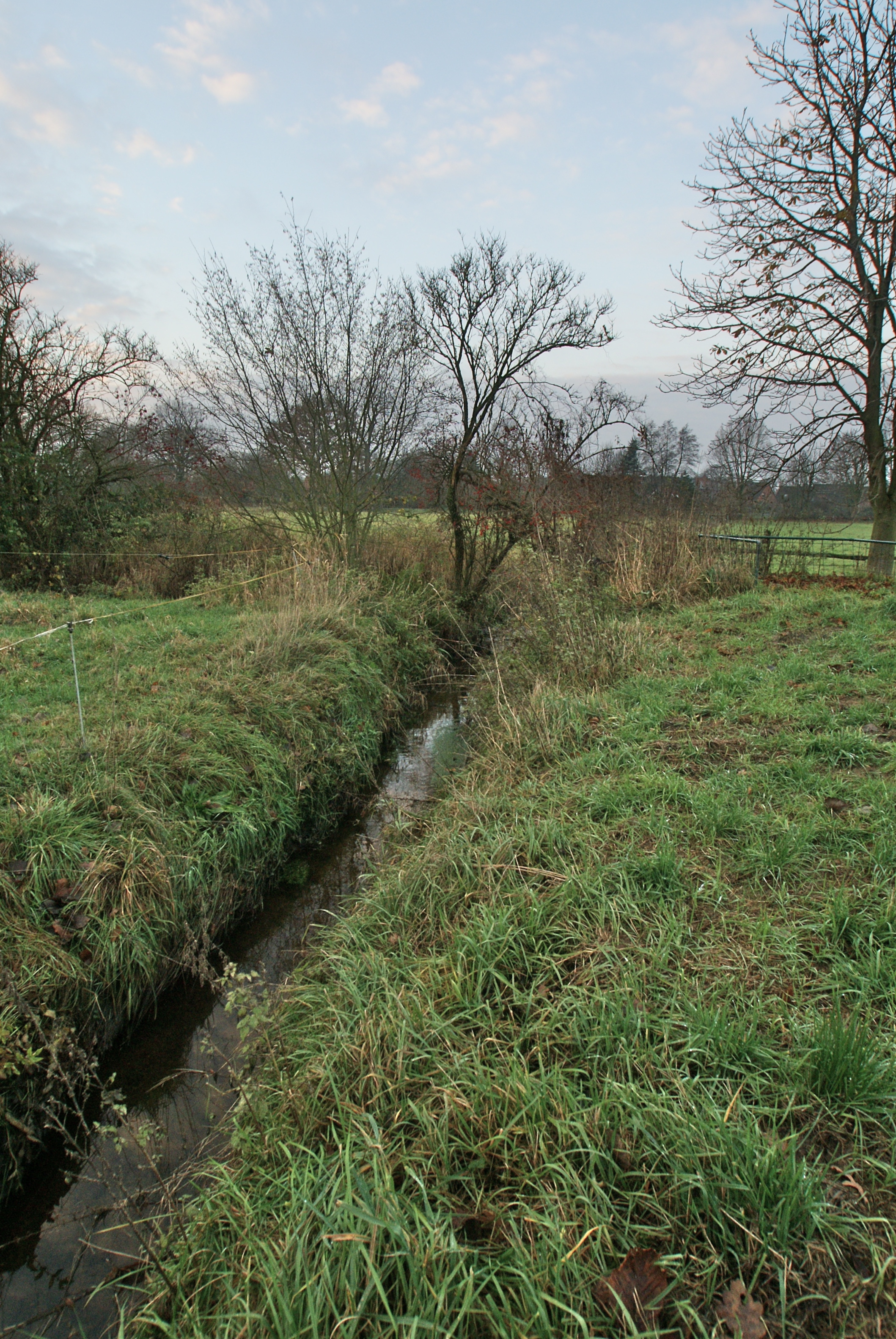
Al carrer Suhrrehm en direcció amunt

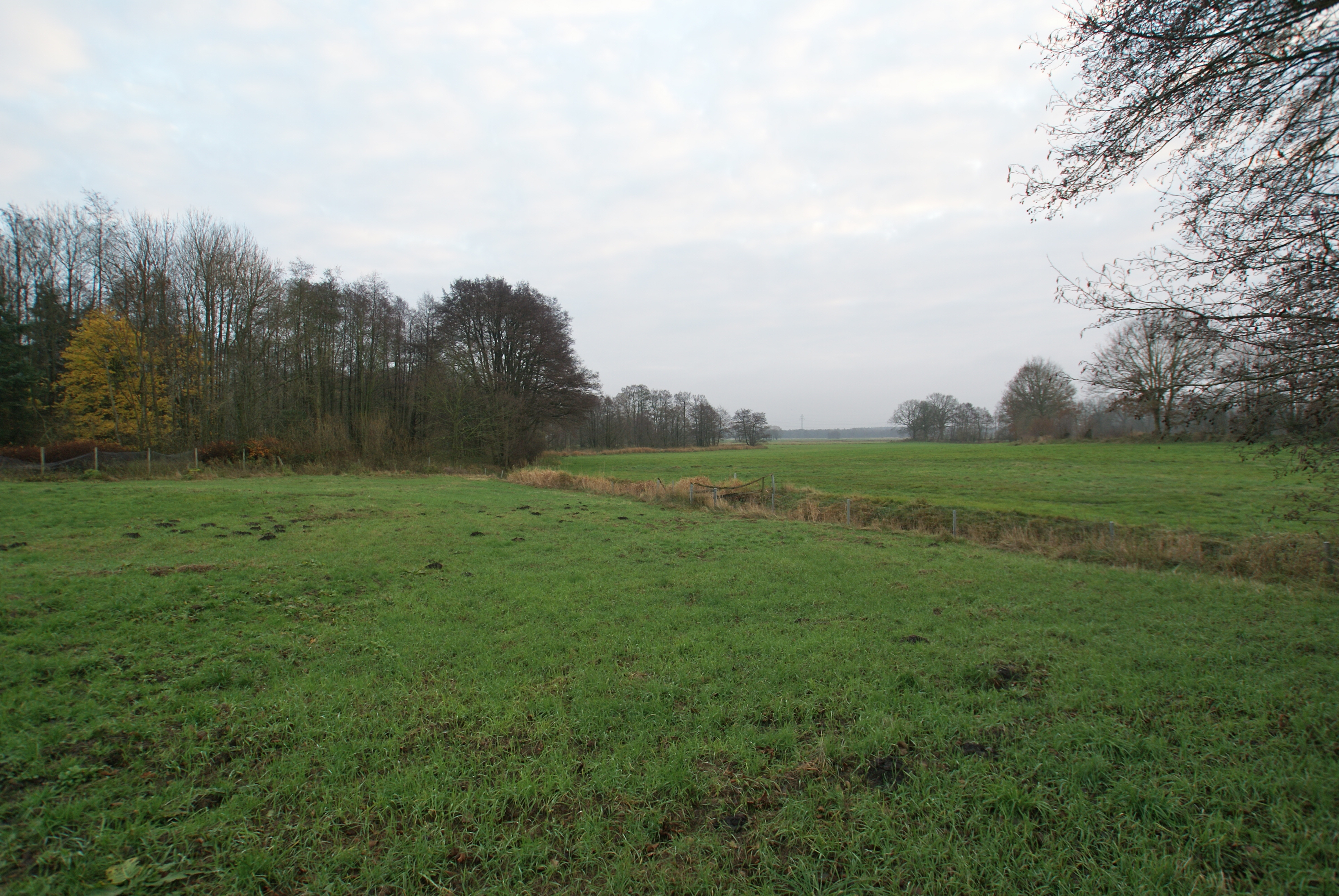
La vall del riu a Henstedt
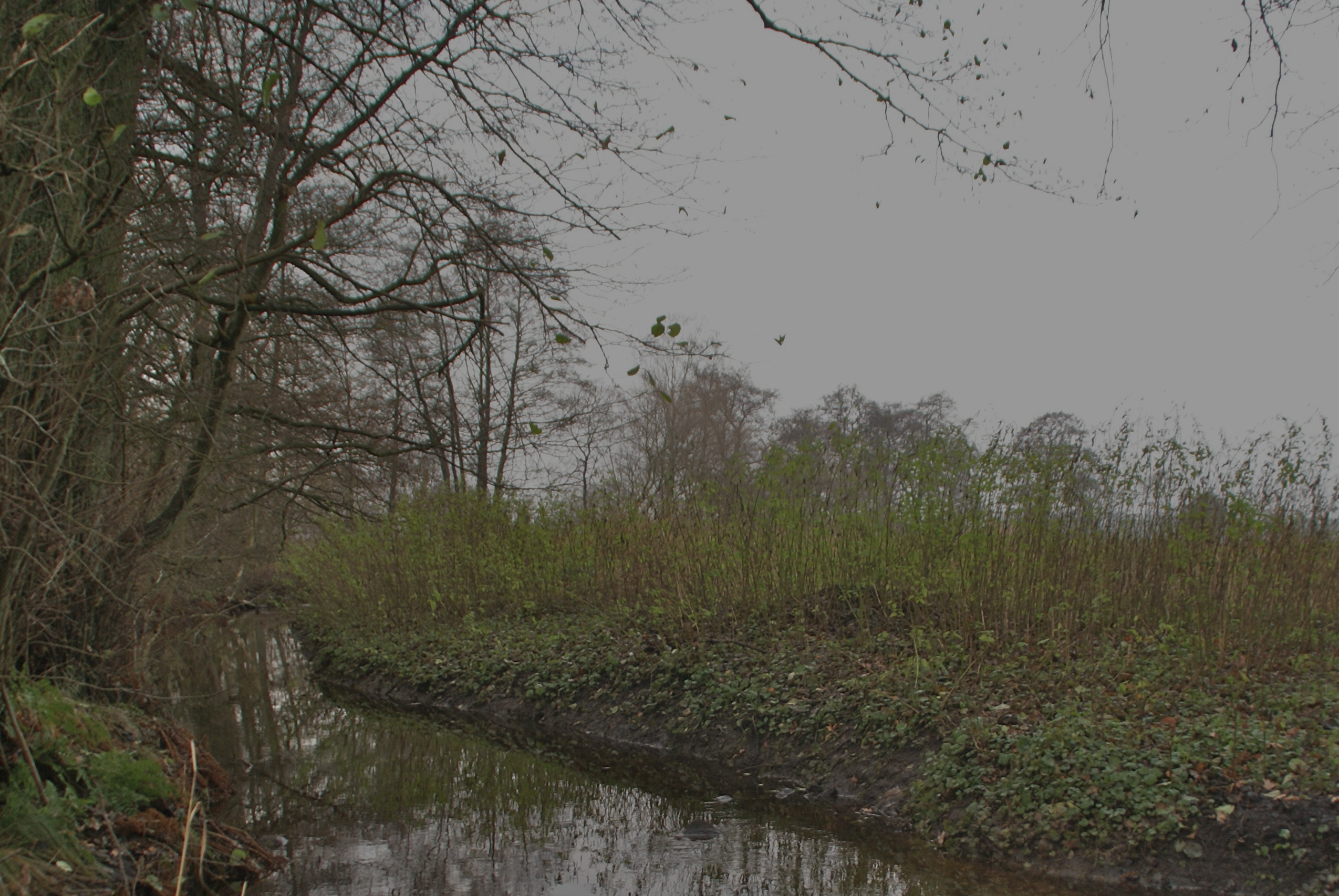
El riu a prop de l'aiguabarreig amb l'Alster